# Салва Киїр
Салва Киїр Маярдіт (Сальва Киїр Маярдіт, Салва Киїр; англ. Salva Kiir Mayardit; нар. 13 вересня 1951, Бахр-ель-Газаль, Англо-Єгипетський Судан) — перший президент Республіки Південний Судан з 9 липня 2011 року, глава уряду (президент) автономного Південного Судану (в тому числі виконувач обов'язків з 2005 року) і віце-президент Судану в 2005-2011 роках, лідер НАВС (наступник Джона Гаранга c 2005 року). Представник найбільшої в Південному Судані народності дінка. 

## Біографія
З 1967 року брав участь у збройній боротьбі з владою Судану в складі повстанської армії Анья-Анья. Після мирної угоди з урядом в 1972 році став офіцером армії Судану.
Під час другої громадянської війни, що почалася в 1983 році, очолив військове крило Народної армії визволення Судану, очолив раду вищого командування. З 1996 року став заступником лідера НАВС Джона Гаранга, і його представником на переговорах, які почали вести уряд Судану з повстанцями півдня.
Джон Гаранг був згідний на автономію Південного Судану, проте Салва Киїр домагався повної незалежності, тому з 2002 року Джон Гаранг намагався відсторонити Салву Киїра з посади глави військового штабу руху.
Салва Киїр очолив НАВС після загибелі Джона Гаранга і його найближчих соратників в авіакатастрофі 30 серпня 2005 року, до проголошення незалежності Південного Судану 9 липня 2011 року був виконувачем обов'язків президента Південного Судану, з 9 липня 2011 року є лідером цієї країни.
Свій перший офіційний закордонний візит президент Південного Судану зробив 20 грудня 2011 року в Ізраїль. В ході візиту він зустрівся з прем'єр-міністром Біньяміном Нетаньяху, президентом Шимоном Пересом, міністром закордонних справ Авігдором Ліберманом, міністром оборони Ехудом Бараком. Велися переговори з питань відкриття посольства Південного Судану в Ізраїлі, сприяння в галузях сільського господарства, охорони здоров'я та освіти. Ізраїль визнав незалежність Південного Судану і встановив з ним дипломатичні відносини майже відразу після проголошення відокремлення Півдня від Хартума 9 липня 2011 року.